# Pandanus humicola
Pandanus humicola är en enhjärtbladig växtart som beskrevs av Ryozo Kanehira. Pandanus humicola ingår i släktet Pandanus och familjen Pandanaceae. Inga underarter finns listade.